# Jean Berchmans
Pour les articles homonymes, voir Berchmans.
Jan Berchmans, né le 13 mars 1599 à Diest aux Pays-Bas espagnols (aujourd'hui en Belgique) et mort le 13 août 1621 à Rome dans les États pontificaux (aujourd'hui en Italie), est un jeune jésuite, étudiant à Rome. Il a été canonisé par le pape Léon XIII en 1888 et il est fêté le 13 août par l'Église catholique et le 26 novembre par la Compagnie de Jésus.  

## Biographie

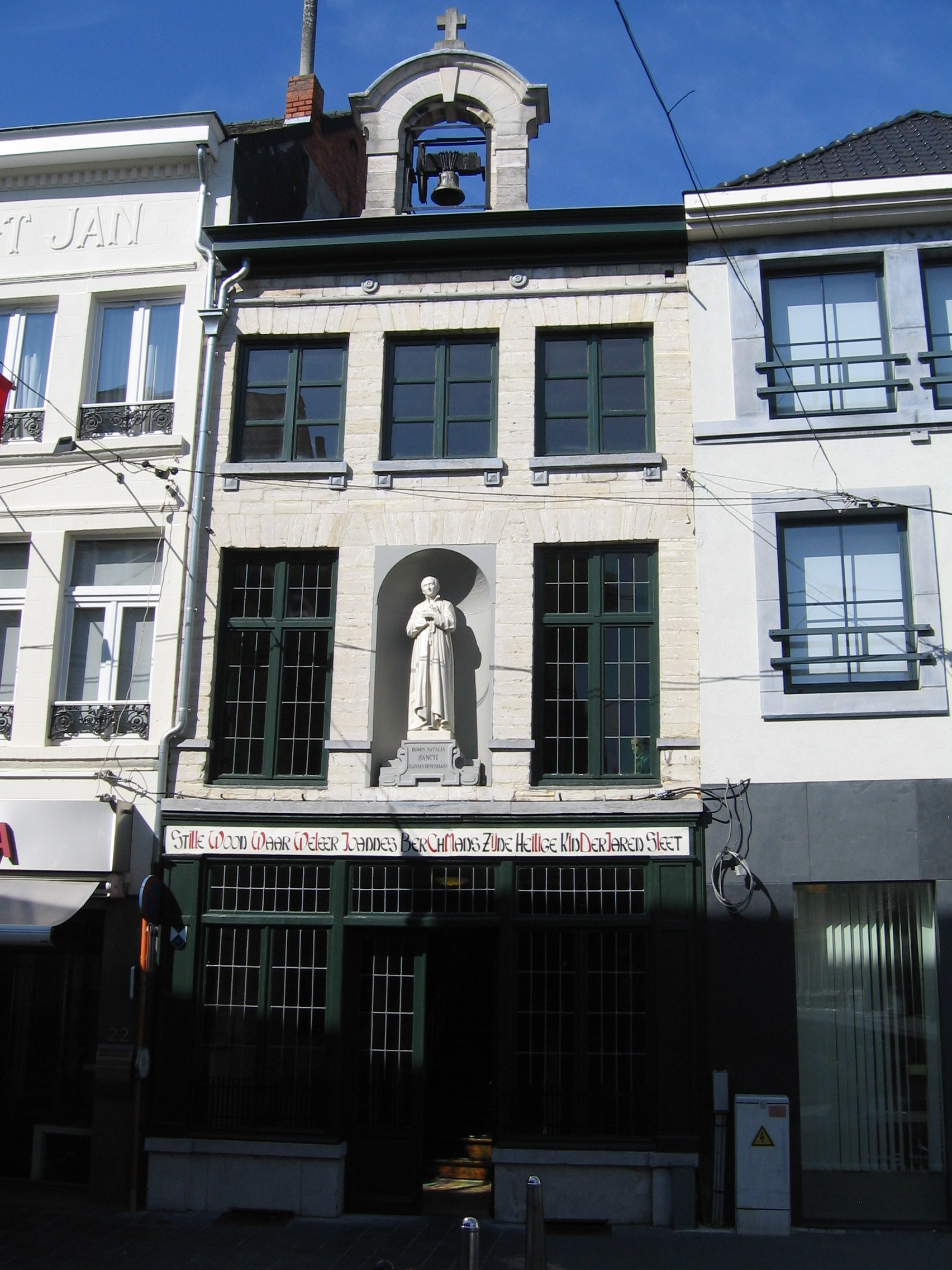
Maison natale de Jean Berchmans, à Diest.

Jean Berchmans est né dans une famille bourgeoise notable de Diest appartenant aux corporations. Son père, nommé également Jean Berchmans (1576-1618), maître-cordonnier et corroyeur, négociant et fabricant de cuir, fut échevin de la ville de Diest et devint prêtre à la mort de sa femme Élisabeth Vanden Hove, décédée le 1er décembre 1616.
Jean Berchmans est de nature joyeuse et aspire dès son adolescence à devenir prêtre. Il étudie au collège jésuite de Malines. Excellent étudiant, ses parents espèrent le voir poursuivre une carrière ecclésiastique rémunératrice, mais Jean préfère entrer au noviciat de la Compagnie de Jésus (24 septembre 1616).
Envoyé à Rome pour y faire ses études de philosophie au Collège romain (1619), il y étonne ses maîtres comme ses condisciples : une charité et convivialité exquises s'allient en lui à une brillante intelligence et grande maturité affective. Son journal intime révèle également la profondeur de sa vie spirituelle : on peut parler d'une véritable union mystique avec Dieu.
Au début de 1621, sa santé donne des signes de détérioration auxquels on ne prête guère attention. Le 8 juillet, il passe brillamment son examen final de philosophie. Peu après, il se retrouve à l'infirmerie fauché par une grave attaque de dysenterie qui l'emporte le 13 août de la même année. 

## Écrits

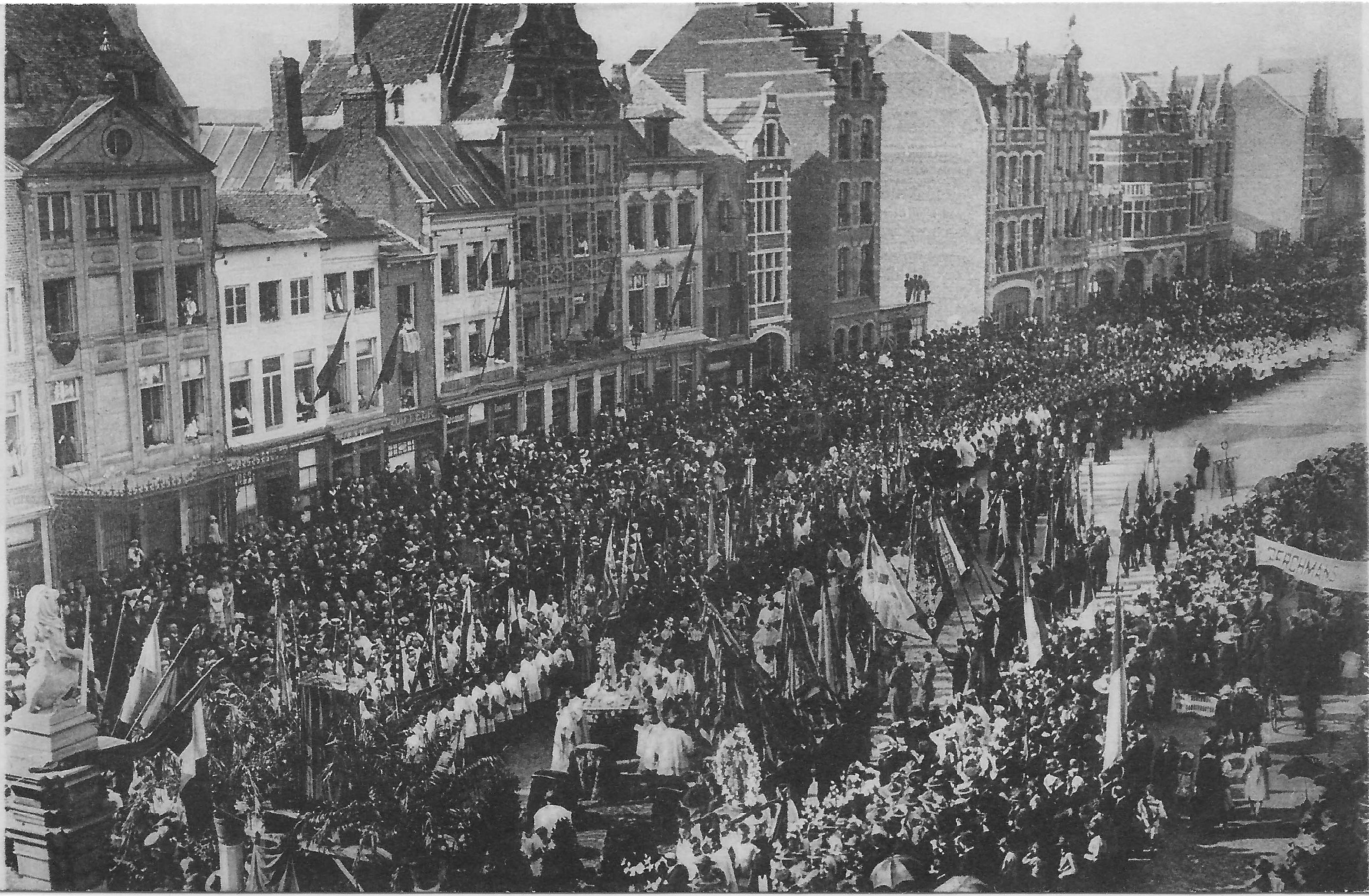
En 1921 (troisième centenaire) procession à Louvain avec le retour des reliques du saint.

Les lettres (en néerlandais) écrites par Jean Berchmans à sa famille et amis furent publiées en un volume : Brieven aan familie en vrienden, Diest, 1987.

## Vénération et souvenir
Jean Berchmans a vécu avec intensité et passion sa vocation religieuse et ses rapports avec les autres. La dévotion populaire conduit à sa béatification en 1865 et sa canonisation en 1888 par Léon XIII. 
Son corps se trouve dans un sarcophage de style baroque sous l'autel du transept gauche de l’église Saint-Ignace de Rome.
En 1909, l'église Sainte-Marie-Immaculée-et-Saint-Jean-Berchmans dans le quartier Tiburtino de Rome lui est consacrée.
En Belgique plusieurs églises lui sont dédiées, dont l'église Saint-Jean Berchmans à Etterbeek (Bruxelles), faisant partie du collège jésuite Saint-Michel.
Une église est également nommé en son honneur dans le quartier Rosemont–La Petite-Patrie de Montréal au Québec.

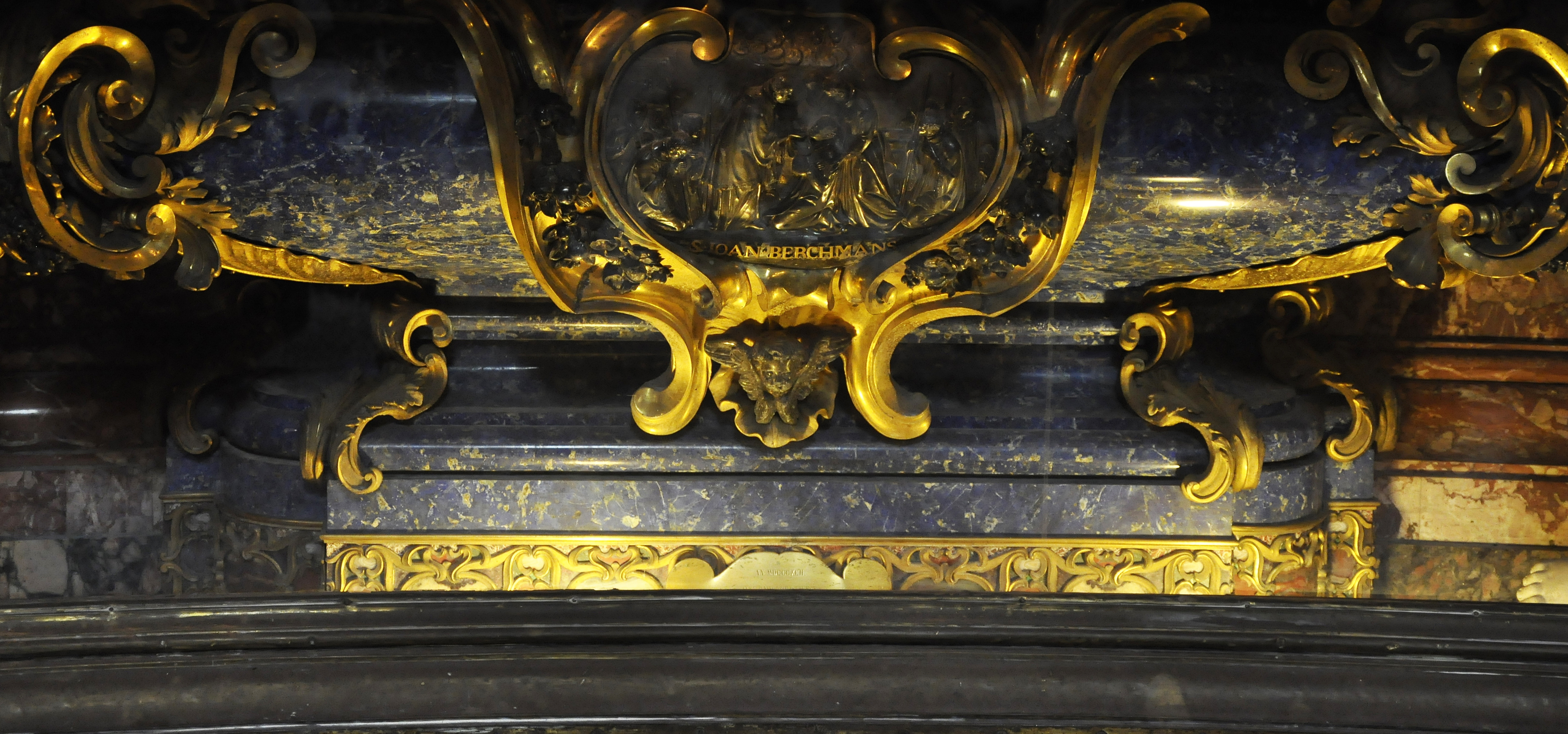
Sarcophage du saint (Rome).

En Louisiane en 1866, une religieuse novice, Mary Wilson de la Société du Sacré-Cœur de Jésus, était mourante à Grand Couteau. Les sœurs du couvent ont prié Jean Berchmans pour sauver Mary. Le 14 décembre de la même année, Mary eut l'apparition de Jean Berchmans et guérit,,. En décembre 2016, pour le 150e anniversaire du miracle de Mary Wilson, son cœur (relique) a été exposé à la cathédrale Saint-Jean-Berchmans de Shreveport, en Louisiane,.
Plusieurs collèges jésuites de par le monde sont placés sous le patronage de saint Jean Berchmans, comme le collège Saint-Jean Berchmans de Bruxelles ou l'école pour garçon St. John Berchmans à Shreveport en Louisiane.

## Citation
S’adressant aux séminaristes des collèges ecclésiastiques de Rome, en l’église Saint-Ignace (28 janvier 1960) Jean XXIII leur dit : « Nous vous dirons, comme une confidence, que durant nos années de séminaire à Rome, nous venions souvent dans ce sanctuaire, nous agenouiller devant l’autel de saint Louis de Gonzague et de saint Jean Berchmans pour obtenir, par leur intercession, toute notre vie la grâce d’une chasteté intacte et resplendissante ».

### Biographies
- 1843 : Nicolas Frizoni, La vie de Jean Berchmans, Dessain, 1843.
- 1853 : Vita Venerabilis Servi Dei Joannis Berchmans e Societatis Jesu, Ed. 3a. recognita et emendata, cui ampla Appendix accessit, italice scripta a P. Virgilio Cepario ; Latine reddita a P. Hermanno Hugone, utroque ejusdem Soc. sacerdote, 1853.
- 1888 : Ndre Mjeda, Jeta e sceitit sc' Gnon Berchmans (la vie de saint Jean Berchmans), 1888.
- 1921 : Hippolyte Delehaye, St Jean Berchmans (1599-1921), Paris, J. Gabalda, 1921, 170 p.
- 1931 : Tony Séverin, Saint Jean Berchmans ; ses écrits, Louvain, 1931.
- 1948 : André Sonet, Saint Jean Berchmans, Bruxelles, 1949.
- 1965 : G. Hunerman: Un Flamand dans le sillage de Dieu : Saint Jean Berchmans (1599-1621), Mulhouse, Salvator, 1965.